# Larrazetia
Larrazetia es un género de foraminífero bentónico de la familia Meandropsinidae, de la superfamilia Soritoidea, del suborden Miliolina y del orden Miliolida. Su especie tipo es Meandropsina larrazeti. Su rango cronoestratigráfico abarca desde el Campaniense hasta el Maastrichtiense (Cretácico superior).

## Clasificación
Larrazetia incluye a las siguientes especies:
- Larrazetia chartacea †
- Larrazetia larrazeti †